# پومیخووک
پومیخووک (به لهستانی:  Pomiechówek) یک روستا در لهستان است که در گمینا پومیخووک واقع شده‌است.